# Oregon Short Line Railroad
L'Oregon Short Line Railroad (sigle de l'AAR : OSL) était un chemin de fer américain de classe I qui desservait les États du Wyoming, de l'Idaho, de l'Utah, du Montana, et de l'Oregon.

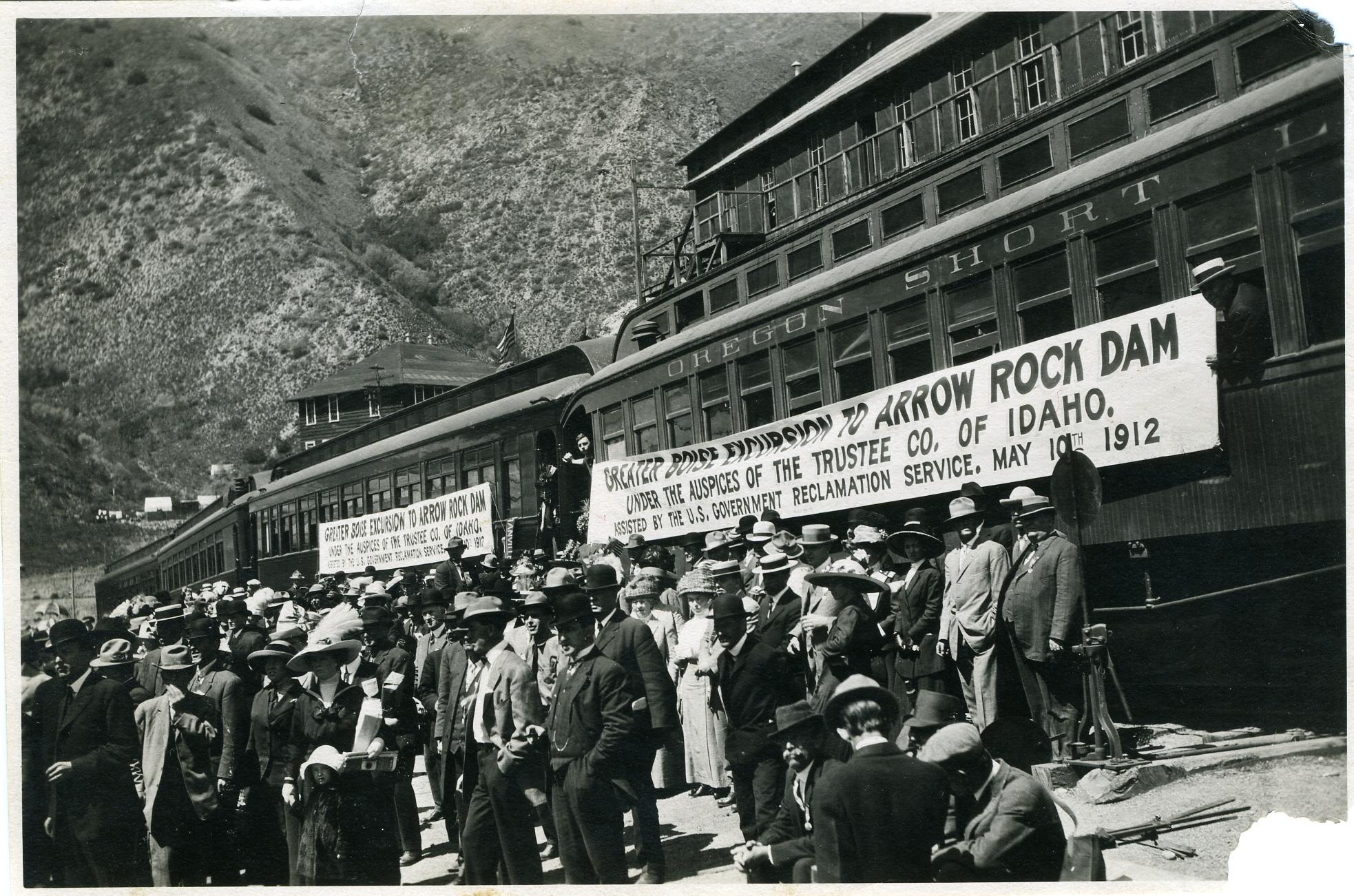
1912

Il fut d'abord organisé en 1881 sous le nom d'Oregon Short Line Railway comme filiale de l'Union Pacific Railway. L'Union Pacific souhaitait que cette ligne fût la plus courte (the short line) entre le Wyoming et l'Oregon. En 1889 la ligne fusionna avec l'Utah and Northern Railway et d'autres petites lignes pour donner l'Oregon Short Line and Utah Northern Railway. À la suite de la faillite de l'Union Pacific, la ligne fut placée en redressement judiciaire et réorganisée en Oregon Short Line Railroad en 1897. L'année suivante, il repassa sous le contrôle de l'Union Pacific Railroad.

## L'Oregon Short Line Railway
L'Oregon Short Line Railway fut créé le 14 avril 1881. La ligne partait de Granger, Wyoming, situé sur la ligne principale de l'Union Pacific pour atteindre Montpelier le 5 août 1882, puis McCammon, Idaho à la fin 1882. Entre McCammon et Pocatello, la ligne était partagée avec une autre filiale de l'Union Pacific, l'Utah and Northern Railway (utilisant la voie étroite), grâce à l'ajout d'un troisième rail. La ligne entre Pocatello et Huntington, Oregon fut achevée à la fin 1884. L'accès vers Portland, Oregon était loué auprès de l'Oregon Railway and Navigation Company.
Cette nouvelle route vers la côte Ouest était essentielle pour l'Union Pacific car sa ligne principale se terminait à Promontory dans l'Utah, où il se connectait avec le Central Pacific Railroad, future filiale du puissant Southern Pacific Railroad. Le Southern Pacific qui construisait de son côté une seconde ligne transcontinentale au sud, atteignit El Paso (Texas) en 1881, puis Houston (Texas) en 1883 grâce à la Sunset Route du Galveston Harrisburg & San Antonio Railroad. Il put alors acheminer le trafic transcontinental par le sud en court-circuitant l'Union Pacific.
L'Oregon Short Line Railway permit aussi à l'Union Pacific de mettre un terme à la progression de l'Oregon Railway and Navigation Company vers l'est en direction de la frontière Idaho-Oregon.

## L'Oregon Short Line and Utah Northern Railway
En 1889, l'Oregon Short Line Railway fusionna avec l'Utah & Northern Railway ainsi que six autres petites compagnies pour former l'Oregon Short Line and Utah Northern Railway. En 1890 la compagnie acheva de convertir la ligne à voie étroite de l'ancien Utah & Northern, processus qui avait été engagé dès 1885.
Le 13 octobre 1893, la compagnie fut placée en redressement judiciaire avec le reste des holdings de l'Union Pacific Railway.

## L'Oregon Short Line Railroad

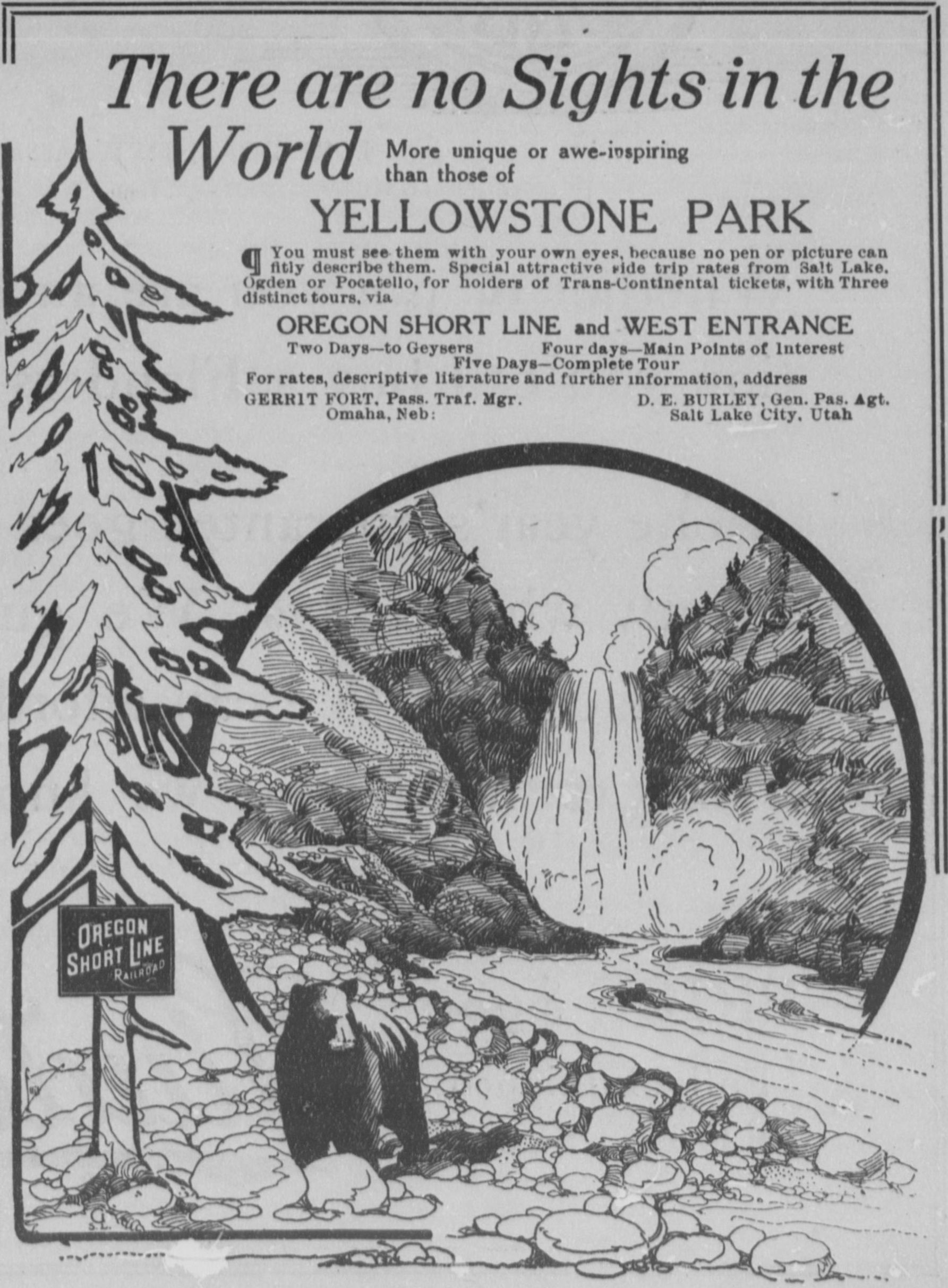
1911

L'Oregon Short Line Railroad fut enregistré en février 1897, et racheta l'Oregon Short Line and Utah Northern Railway avant la fin du mois. Le 15 mars l'OSL prit possession de la ligne et commença son exploitation.
L'OSL ne conserva son indépendance que jusqu'en octobre 1898, où il fut racheté par le nouvel Union Pacific Railroad.
Au début du XXe siècle, la compagnie faisait la promotion d'excursions vers le parc national de Yellowstone grâce à une nouvelle ligne reliant Idaho Falls, Idaho à West Yellowstone, Montana.
En 1938, l'Union Pacific commença des opérations de consolidations et de locations de plusieurs de ses filiales dont l'Oregon Short Line. L'OSL fut alors loué jusqu'au 30 décembre 1987, avant d'être fusionné dans l'Union Pacific Railroad.

### sources
- Ferrel, Hauck, Myers (1981). Colorado Rail Annual No. 15. the Colorado Railroad Museum. US 0-918654-15-7.
- "A Brief Introduction to Idaho"
- « Construction of the Oregon Short Line »